# Sonîne, Oleksandria
Sonîne (în ucraineană Сонине) este un sat în comuna Oleksandrivka din raionul Oleksandria, regiunea Kirovohrad, Ucraina.

## Demografie
Componența lingvistică a localității Sonîne
     Ucraineană (98,53%)
     Rusă (1,47%)
Conform recensământului din 2001, majoritatea populației localității Sonîne era vorbitoare de ucraineană (98,53%), existând în minoritate și vorbitori de rusă (1,47%).